# Hippolyte Boulenger
Pour les articles homonymes, voir Boulenger (homonymie).
Hippolyte Boulenger est un peintre belge, né le 8 octobre 1837 à Tournai et mort le 4 juillet 1874 à Bruxelles.
Peintre réaliste de paysages pleinairistes, ayant subi l'influence de l'École de Barbizon, Hippolyte Boulenger est le maître à penser de l'École de Tervueren. 

## Biographie

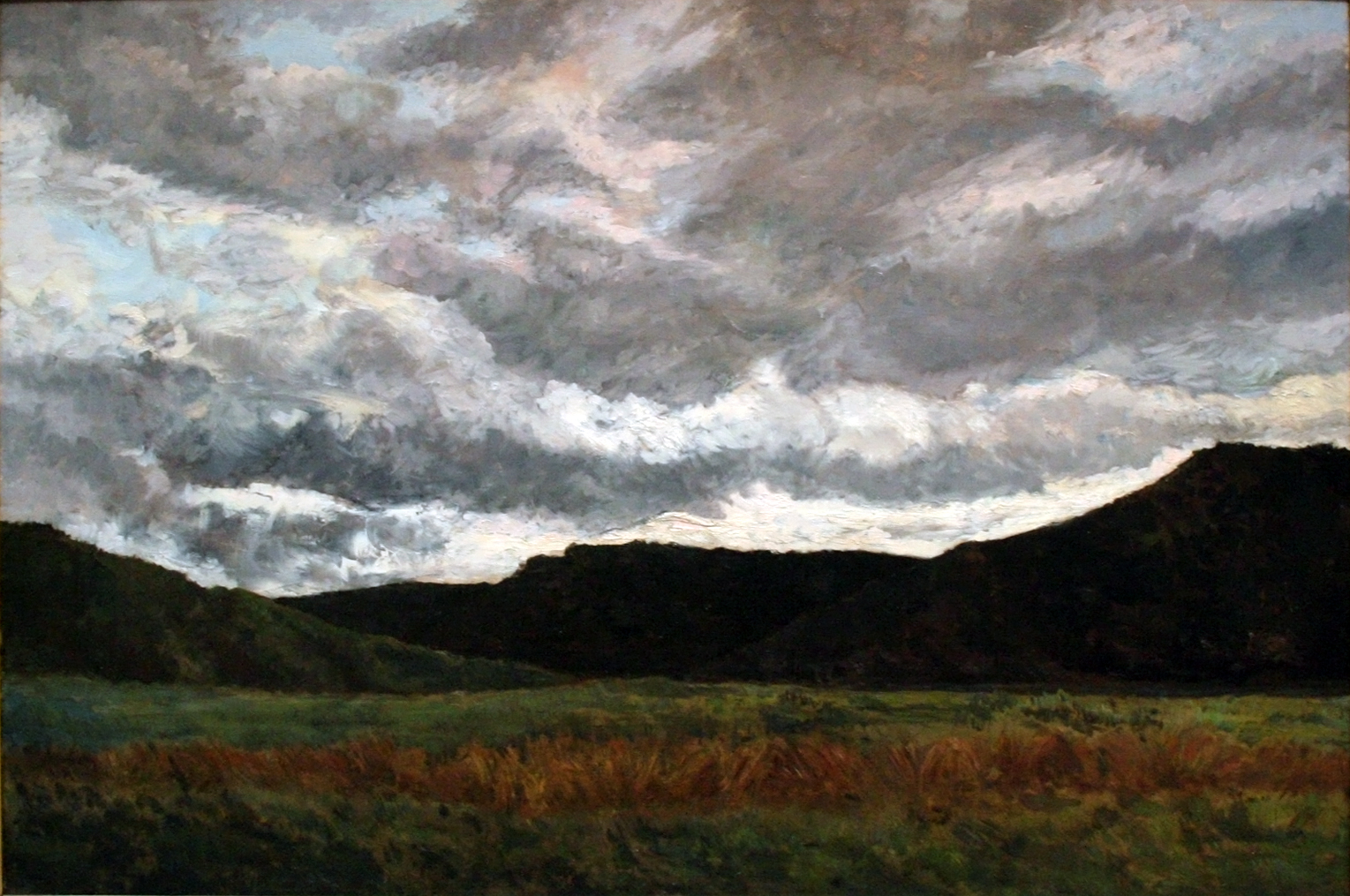
Après l'orage du soir (1870-1871), musée des beaux-arts de Gand.

Pierre Hippolyte Emmanuel Boulenger naît le 3 décembre 1837 à Tournai, de parents français : Hippolyte Prosper Boulenger, capitaine au Ier régiment de ligne, et d'Anne Clémence Gautier, séparés en 1843. Il passe une jeunesse difficile en partie dans sa famille à Paris, où il reçoit ses premiers cours de dessin.
Il revient en 1853 à Bruxelles et travaille alors dans l'atelier de décoration de Paul-Joseph Colleye. Il suit en même temps les cours du soir à l'Académie de Bruxelles dans la classe du peintre paysagiste Joseph Quinaux. 
En 1864, grâce à Camille Van Camp, il se procure un logement à l'auberge In den Vos à Tervuren, commune où il se marie. 
Il participe au Salon de Bruxelles de 1866, puis au Salon de Gand de 1868, et obtient une médaille d'or au Salon de Bruxelles de 1872,.
Il passe ses étés en bord de Meuse, aux environs d'Anseremme où, avec un groupe d'amis et artistes connu sous le nom de « colonie d'Anseremme », il brosse panoramas et paysages. 
Boulenger évolue d'un réalisme narratif vers un réalisme émotionnel. À la fin de sa carrière, ses teintes sombres et sa touche rapide annoncent l'expressionnisme et en font un précurseur du XXe siècle.
Époux de Florentine Léonie Du Pré, il meurt, après une longue maladie et de cruelles souffrances, à l'âge de 36 ans, le 4 juillet 1875, rue de la Montagne à Bruxelles no 28. Ses funérailles civiles ont lieu trois jours plus tard, en présence de nombreux artistes. Il est inhumé au cimetière communal du Quartier Léopold. Le lendemain, sa veuve effectue un don de 400 francs destiné aux pauvres de Bruxelles.

## Œuvre
Au milieu des années soixante, il se fait remarquer par une approche, nouvelle pour la Belgique, le paysage peint avec fougue, dans une pâte épaisse, inachevé et riche d'une couleur locale  réaliste.

### L'École de Tervueren
Dans la seconde moitié du XIXe siècle se forme autour de lui un groupe de peintres qui allaient à l'encontre de la peinture académique. Ils se réunissent régulièrement à l'auberge In den Vos sur la place du Marché de Tervuren et se dénomment École de Tervueren.
La venue d'Hippolyte Boulenger (1837-1874), qui rejoint Alphonse Asselbergs (1839-1916), Jules Raeymaekers (1833-1904), Jules Montigny (1840-1899), Édouard Huberti (1818-1880) et Louise Héger (1839-1933) augmente le renom artistique de la commune.
Il participe au Salon de Bruxelles de 1866 avec Jules Raeymaekers et à cette occasion, fait imprimer à la suite de son nom, dans le catalogue, la mention « École de Tervueren ».
Bien qu'il fût ironisé sur ce groupe d'artistes, la modernité picturale des œuvres fut bientôt reconnue dans les différents Salons.
Quelques-unes de des œuvres de Boulenger sont conservées aux musées d'Anvers, Bruxelles, Ixelles, Mons, Musée Charlier à Saint-Josse-ten-Noode, Saint-Nicolas, Tervuren, Tournai et Verviers.
- Liège, musée des beaux-arts :
  - Horizon (Lisière de forêt), huile sur toile, 65 × 81 cm[8]
  - Les Lavandières, 1868, huile sur toile[9]
- Musée des Beaux-Arts de Gand :
  - Après l'orage du soir, vers 1870, huile sur toile, 74 × 110 cm[10]
- À Paris, il collabore à la décoration de la brasserie Chez Julien.
- Approche de l'orage, huile sur toile, 90 × 156 cm, Collection particulière[8]

## Postérité
Au salon de 1902 organisé par la Société des beaux-arts de Bruxelles, sont présentés plusieurs tableaux dont :
- Les Étangs du Moulin gris à La Hulpe[11] ;
- Le Marché Saint-Géry de Bruxelles[12].

Plusieurs communes ont dénommé une de leurs artères de son nom dont :
- la ville de Tournai : rue Hippolyte Boulenger ;
- la commune bruxelloise d'Uccle : avenue Hippolyte Boulenger.
- la commune de Tervuren: Hippolyte Boulengerlaan